# Mengu Timur
Mengu Timur ali Möngke Temür (mongolsko ᠮᠥᠩᠬᠡᠲᠡᠮᠦᠷ, Мөнхтөмөр) je bil sin kana Tokokana, sina Batu kana, in Köču Hatun iz plemena Ojratov, * ni znano, † 1280, Saraj. 
Njegovo ime v mongolskem jeziku pomeni 'večno železo'. Kot kan Zlate horde je vladal v letih 1266-1280.

## Vladavina in zunanja politika
Med njegovo vladavino so Mongoli skupaj s svojimi podložniki, več turškimi plemeni in ruskimi knezi, izvedli vojaške pohode proti Bizantinskemu cesarstvu (ok. 1269–1271), Litvi (1275) in Alanom na Kavkazu (1277). Prvi jarlik (odlok), ki so ga odkrili zgodovinarji, je bil napisan v imenu Mengu Timurja in je vseboval podatke o oprostitvi ruske cerkve plačevanja davka Zlati hordi, čeprav je bil sam šamanist. Med njegovo vladavino so genovski trgovci od Mongolov kupili Kaffo, vendar so mongolskim kanom in včasih Nogaju plačevali davek.  
Varnost ruskih dežel so ogrožali tako nemški križarji kot Litovci. Mengu Timur je zato leta 1268 je poslal svoje sile v Novgorod, da bi pomagal svojim ruskim vazalom osvojiti Dansko Estonijo, a  je bil po Rakovorski bitki prisiljen na umik. Leta 1274 je podredil  Smolensk, eno zadnjih ruskih kneževin, in leta 1275 na zahtevo gališko-volinskega kneza Lona I. poslal svojo vojsko skupaj z več ruskimi knezi v Litvo. 
Leta 1277 je s pomočjo svojih ruskih vazalov končal dolgo obleganje alanskega mesta Djadkov in zatrl upor Volških Bolgarov v Kazanu. Nemškim trgovcem je dovolil prosto potovanje po njegovi domeni. 
Leta 1280 je začel pohod proti Poljski, ki se je končal z njegovim porazom. Kmalu po tem neuspešnem pohodu je umrl.

## Zlata horda in Mongolsko cesarstvo
Mengu Timurja je na položaj kana Zlate horde imenoval Kublajkan, a se je Mengu Timur zatem postavil na stran Kublajevega tekmeca Kajduja. Kublajkan je preprečil, da bi Mengu Timur z veliko silo napadel Ilkanat, potem pa je Mengu Timur pomagal Kajduju uničiti moč Čagatajskega kanata. Leta 1265 je Kajduja premagala čagatajska vojska pod vodstvom Barak kana. Kajdu je nato dobil pomoč 30.000 vojakov svojega strica  Berkeherja. Z njeno pomočjo je premagal čagatajsko vojsko in Barak kana prisilil, da je z njim sklenil mirovni sporazum. V Talasu sta skupaj določila meje svojih kraljestev. Rašid al-Din trdi, da se je srečanje zgodilo spomladi 1269, medtem ko Vasaf piše, da se je zgodilo okoli leta 1267 nekje južno od Samarkanda. Ilkan je Mengu Timurju dovolil pobirati davek od nekaterih delavnic v Ilkanatu. 
Mameluški sultan Bajbars je še naprej vzdržaval tople odnose z Zlato hordo, zlasti z Mengu Timurjevim generalom Nogajem. Domneva se, da odnosi z Nogajem niso bili posledica samo skupne vere, saj je bil Nogaj musliman, medtem ko je bil Mengu Timur tengrist, ampak tudi tega, da Nogaj ni bil zares naklonjen Mengu Timurju.  
Mengu Timur je prvi v Mongolskem cesarstvu od vladavine Džingiskana konec 1260. let podelil pravoslavni krščanski cerkvi status davkov oproščene institucije in med popisom prebivalstva leta 1275 ni štel duhovnikov in njihovih zemljišč.
Zadnja leta njegovega življenja so zaznamovali spori med vladajočimi mongolskimi družinami. Umrl je leta 1280 zaradi poškodbe vratu. 

## Družina
Mengu Timur je imel tri žene: Öldžej Hatun, Sultan Hatun in Kutiki Hatun. Z njimi in konkubinami je imel najmanj šest otrok, med njimi 
- Tudana, generala Zlate horde, ki je uničil štirinajst mest, vključno z Moskvo,
- Saraj Buko,
- Malokaja,
- Kadana,
- Kodukaja in
- Togrilčo.